# Bugie d'aprile
Bugie d'aprile (四月は君の嘘?, Shigatsu wa kimi no uso, lett. "Le tue bugie d'aprile") — sottotitolato I met the girl under full-bloomed cherry blossoms and my fate has begun to change (lett. "Ho incontrato la ragazza sotto i boccioli di ciliegio fioriti e il mio destino ha cominciato a cambiare") — è un manga scritto e disegnato da Naoshi Arakawa, serializzato sulla rivista Monthly Shōnen Magazine di Kōdansha dal 6 aprile 2011 al 6 febbraio 2015.
Un adattamento anime, prodotto da A-1 Pictures, è stato trasmesso nel contenitore noitaminA di Fuji TV tra il 9 ottobre 2014 e il 19 marzo 2015, mentre un film live action basato sulla serie, prodotto da Toho, è uscito nelle sale cinematografiche giapponesi nel settembre 2016. I diritti per un'edizione italiana rispettivamente del manga e dell'anime sono stati acquistati da Star Comics e Netflix.
Il titolo è conosciuto internazionalmente anche con il suo titolo in inglese Your Lie in April.

## Trama
Da bambino Kōsei Arima era un prodigio del pianoforte molto famoso tra tutti gli altri musicisti di giovane età. Tuttavia, dopo la morte della madre, che era stata anche la sua severa insegnante di musica, Kōsei subì un trauma psicologico talmente duro che durante un'esibizione non riuscì più a sentire il suono del suo stesso pianoforte, sebbene il suo udito fosse perfettamente funzionante. Persino due anni dopo, Kōsei continua a non poter più suonare il piano, ragion per cui dal suo punto di vista il mondo è monotono e non ha un briciolo di colore.
Il giovane quattordicenne trascorre quindi normalmente le sue giornate in compagnia dei suoi due amici Tsubaki e Watari, finché un giorno una ragazza riesce a cambiargli la vita in modo inaspettato. Kaori Miyazono, una bella violinista dallo spirito libero, aiuta infatti Kōsei a tornare nel mondo della musica, facendolo allontanare però dallo stile rigido a cui era abituato. Kaori convince il protagonista a partecipare come pianista insieme a lei durante un'esibizione. Il ricordo della madre Saki però blocca inizialmente Kōsei: il supporto visivo della violinista lo aiuta a continuare e a finire con successo l'esibizione. Kōsei passa quindi delle giornate felici con Kaori e i suoi amici, tra esibizioni e giornate a scuola. Un giorno però, Kaori inizia a sentirsi male e cerca di non far notare ai suoi amici la cosa, ma Kōsei ha già capito che la musica sta per portargli via un'altra persona a cui vuole bene. Solo dopo un po' Kaori dirà la verità a Kōsei e che il giorno in cui lui parteciperà a una competizione di piano lei dovrà essere operata. Kōsei, colmo di preoccupazioni, decide comunque di esibirsi e sente come la presenza della sua amata accompagnarlo. Ma purtroppo, in quello stesso momento, la ragazza non sopravvive durante l'operazione.
Il giorno del suo funerale, al protagonista viene consegnata una lettera scritta da Kaori, nella quale rivela di essersi avvicinata al mondo della musica dopo averlo sentito suonare all'asilo e di essersi innamorata di lui senza aver mai avuto il coraggio di dirglielo. Questa era la sua bugia di aprile.

## Personaggi

I personaggi principali (da sinistra verso destra): Tsubaki, Kōsei, Kaori e Watari

Kōsei Arima (有馬 公生?, Arima Kōsei)
Doppiato da: Natsuki Hanae
Soprannominato il "metronomo umano", Kōsei era un bambino prodigio che sapeva suonare il pianoforte con una precisione senza pari, e che vinse numerose competizioni in tutto il Giappone. Tuttavia, subito dopo la morte di sua madre, il trauma psicologico gli fece perdere la capacità di sentire le sue stesse note, perciò egli smise di essere un pianista. A quattordici anni però Kōsei trova un'altra ragione per ricominciare a suonare il pianoforte, innamorandosi della bella e spensierata Kaori Miyazono senza sapere nulla della bugia che gli è stata detta.
Kaori Miyazono (宮園 かをり?, Miyazono Kawori)
Doppiata da: Risa Taneda
Una compagna di classe di Tsubaki, i cui genitori gestiscono una pasticceria. È una violinista dallo spirito libero che, siccome non segue mai lo spartito, si è guadagnata parecchie critiche da parte di qualsiasi giuria, diventando allo stesso tempo una delle favorite del pubblico per merito delle sue meravigliose performance. Incontra per la prima volta Kōsei quando Tsubaki organizza un incontro per lei con Ryōta, riuscendo alla fine a convincerlo a suonare nuovamente il pianoforte prima come suo accompagnatore e poi proprio in una competizione di piano. Simpatica, allegra e ottimista, rappresenta in tutto e per tutto la primavera.
Tsubaki Sawabe (澤部 椿?, Sawabe Tsubaki)
Doppiata da: Ayane Sakura
Un'amica d'infanzia e vicina di casa di Kōsei che lo tratta come se fosse un fratellino. È una ragazza atletica che fa parte del club di softball della scuola. Un po' "maschiaccio", ma dolce, sincera e affidabile, è preoccupata per l'incapacità di Kōsei di superare la morte di sua madre, tenta in ogni modo di fargli ricominciare a suonare il pianoforte, così da fargli prendere una decisione per il suo futuro. Nonostante ciò, in qualche modo è convinta che la musica tenda sempre ad allontanare Kōsei da lei. Più tardi, con l'arrivo di Kaori e l'aiuto di Nao, inizia pian piano a rendersi conto dei suoi veri sentimenti verso il suo amico d'infanzia.
Ryōta Watari (渡 亮太?, Watari Ryōta)
Doppiato da: Ryōta Ōsaka
Un amico d'infanzia di Kōsei e Tsubaki, nonché il capitano della squadra di calcio della scuola; come Tsubaki, Ryota è molto orientato verso lo sport, mentre Kōsei e Kaori sono entrambi dei musicisti. È molto popolare tra le ragazze, per le quali ha la fissa, e, siccome ne è consapevole, spesso e volentieri assume un atteggiamento frivolo. Tuttavia, è in realtà un ottimo amico, e quando vuole, sa anche essere serio e dare buoni consigli.
Saki Arima (有馬 早希?, Arima Saki)
Doppiata da: Mamiko Noto
La madre di Kōsei, ossia una donna severa che richiedeva dal figlio la perfezione assoluta al pianoforte e che spesso lo picchiava anche per i più piccoli errori nonostante fosse solo un bambino. Anche se, in un primo momento, non aveva intenzione di far diventare Kōsei un pianista, ma dopo essersi ammalata, decise di pensare lei stessa alla sua istruzione, con l'obiettivo di farlo diventare il migliore in assoluto. È morta prima che il figlio si qualificasse a quella che doveva essere la sua prima competizione in Europa. All'ultimo concerto del figlio, egli ottiene il grande premio venendo acclamato da tutti. Saki tuttavia, non pronunciò nemmeno una parola gentile al figlio, picchiandolo a sangue con il bastone, per avere sbagliato solo alcune note, incurante dei presenti. Alla fine Kōsei, che sperava di fare stare meglio la madre e che lei gli mostrasse così un po' di affetto, le tira in faccia lo spartito colmo di odio e disprezzo nei suoi confronti, dichiarando che la sola cosa che voleva era di renderla felice, arrivando anche a rinunciare molte volte a giocare con i suoi amici o fare nuove amicizie e restando con lei a suonare il piano e dicendo, come ultima cosa, che sarebbe potuta anche morire. La sua espressione non viene vista, ma si intuisce che ne rimase scioccata. Dopo questi tragici fatti, Kōsei non volle più vedere sua madre e lei morì poco dopo. Più avanti si scoprirà che lei scelse con dolore di farsi volutamente odiare dal figlio. Prossima alla fine, consapevole che suo figlio sarebbe rimasto da solo, Saki disperata l'obbligò, con la violenza a studiare al massimo il piano, poiché era convinta che senza di esso, non avrebbe potuto guadagnarsi da vivere in futuro. Sul letto d'ospedale si dichiara una madre orribile, chiedendo perdono al figlio per avergli causato tanta sofferenza e che, più di ogni altra cosa, avrebbe voluto rimanergli vicino e vederlo crescere.
Hiroko Seto (瀬戸 紘子?, Seto Hiroko)
Doppiata da: Mie Sonozaki
Una pianista di fama nazionale che era un'amica intima di Saki ai tempi del college. È colei che ha scoperto per prima il talento naturale di Kōsei per il piano, suggerendo quindi a Saki di farlo diventare un pianista per l'enorme talento che possedeva, benché all'inizio la madre non ne era convinta. Quando scoprì come la madre puniva e picchiava in modo brutale Kōsei, che era solo un bambino, per fargli studiare al massimo il piano per essere impeccabile, venne presa dal rimorso, sentendosi responsabile di avergli causato tale sofferenza, poiché fu lei a convincere Saki di fargli studiare il piano. Dopo che Kōsei ricomincia a suonare il pianoforte, decide di aiutarlo diventando la sua nuova insegnante.
Takeshi Aiza (相座 武士?, Aiza Takeshi)
Doppiato da: Yūki Kaji
Un pianista della stessa età di Kōsei che mira a superarlo da quando lo ha visto suonare al pianoforte da bambino. È talmente intenzionato a raggiungere il suo obiettivo che rifiuta di partecipare a una competizione in Europa pur di potersi misurare con lui.
Emi Igawa (井川 絵見?, Igawa Emi)
Doppiata da: Saori Hayami
Una pianista della stessa età di Kōsei che, dopo aver visto una sua performance, ha deciso di seguirne le orme all'età di cinque anni. È molto emotiva e la sua performance al pianoforte dipende spesso dal suo umore.
Nagi Aiza (相座 凪?, Aiza Nagi)
Doppiata da: Ai Kayano
La sorella minore di Takeshi, la quale finge di chiedere lezioni a Hiroko per entrare in contatto con Kōsei, ossia il rivale di suo fratello. Più tardi diventa allieva di Kōsei e si esibisce insieme a lui come un duo al pianoforte durante il festival della sua scuola media.
Koharu Seto (瀬戸 小春?, Seto Koharu)
Doppiata da: Inori Minase
La figlia di Hiroko, ossia una bambina sorridente che ama ascoltare Kōsei mentre suona il piano e che vuole spesso giocare con lui. Di solito si aggrappa al fianco della madre ed è adorata sia da lei sia da Kōsei.
Saitō (斎藤?)
Doppiato da: Kazuyuki Okitsu
Uno studente più grande di Tsubaki che gioca come lei a baseball. Avendo notato la forte ammirazione di Tsubaki nei suoi confronti, le si dichiara ed inizia ad uscire con lei, ma più tardi, dopo aver capito che il suo cuore appartiene in realtà a Kōsei, la convince a lasciarsi dicendole di essersi accorto di amare un'altra persona.
Nao Kashiwagi (柏木 奈緒?, Kashiwagi Nao)
Doppiata da: Shizuka Ishigami
Una buona amica di Tsubaki che le dà spesso dei consigli. Grazie a lei, Tsubaki riesce finalmente a vincere la sua testardaggine e ad ammettere di provare qualcosa per Kōsei.

## Media

### Manga

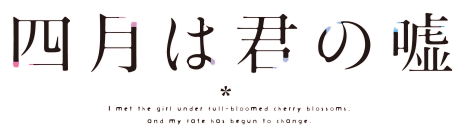
Logo della serie

Il manga, scritto e disegnato da Naoshi Arakawa, è stato serializzato sulla rivista Monthly Shōnen Magazine di Kōdansha dal 6 aprile 2011 al 6 febbraio 2015. I vari capitoli sono stati raccolti in undici volumi tankōbon, pubblicati tra il 16 settembre 2011 e il 15 maggio 2015. In Italia la serie è stata annunciata al Lucca Comics & Games 2016 da Star Comics e pubblicata da gennaio 2017, mentre negli Stati Uniti i diritti sono stati acquistati da Kodansha Comics USA.

#### Volumi
| 1  | 16 settembre 2011 | ISBN 978-4-06-371301-5                                                      | 4 gennaio 2017   | ISBN 978-88-226-0429-3 |
| 1  | Capitoli - 1. Monotono ( モノトーン ?, Monotōn) - 2. L'amore di un violinista ( ヴァイオリニストの愛 ?, Vaiorinisuto no ai) - 3. Gatto nero ( 黒猫 ?, Kuroneko) - 4. Colorato ( カラフル ?, Karafuru)                                        |                                                                             |                  |                        |
| 2  | 17 gennaio 2012 | ISBN 978-4-06-371317-6                                                      | 1º febbraio 2017 | ISBN 978-88-226-0464-4 |
| 2  | Capitoli - 5. Mare oscuro ( 暗い海 ?, Kurai umi) - 6. La figura dietro di me ( 後ろ姿 ?, Ushirosugata) - 7. Cielo nuvoloso ( 曇天模様 ?, Donten moyō) - 8. La superficie dell'acqua ( 水面 ?, Minamo)                                        |                                                                             |                  |                        |
| 3  | 17 maggio 2012 | ISBN 978-4-06-371327-5                                                      | 4 aprile 2017    | ISBN 978-88-226-0553-5 |
| 3  | Capitoli - 9. Mangianastri e luna ( ラジカセと月 ?, Rajikase to tsuki) - 10. Sulla via di casa ( 帰り道 ?, Kaerimichi) - 11. Sussurri dall'ombra ( カゲささやく ?, Kage sasayaku) - 12. Miraggio ( 蜃気楼 ?, Shinkirō)                       |                                                                             |                  |                        |
| 4  | 14 settembre 2012 | ISBN 978-4-06-371345-9                                                      | 3 maggio 2017    | ISBN 978-88-226-0573-3 |
| 4  | Capitoli - 13. Onda ( うねる ?, Uneru) - 14. Rosso e giallo ( 赤と黄色 ?, Aka to kiiro) - 15. Risonanza ( 共鳴 ?, Kyōmei) - 16. Ehi, ascolta mamma... ( ねえ、ママきいてよ ?, Nē, mama kiite yo)                                             |                                                                             |                  |                        |
| 5  | 17 gennaio 2013 | ISBN 978-4-06-371359-6                                                      | 5 luglio 2017    | ISBN 978-88-226-0628-0 |
| 5  | Capitoli - 17. La caduta ( 墜ちる ?, Ochiru) - 18. Il paesaggio con te ( 君といた景色 ?, Kimi toita keshiki) - 19. La strada lungo i binari ( 線路沿いの道 ?, Senro-zoi no michi) - 20. Sotto il ponte ( 橋の下 ?, Hashi no shita)           |                                                                             |                  |                        |
| 6  | 17 maggio 2013 | ISBN 978-4-06-371375-6                                                      | 2 agosto 2017    | ISBN 978-88-226-0654-9 |
| 6  | Capitoli - 21. Mele caramellate ( りんご飴 ?, Ringo ame) - 22. Twinkle twinkle little star ( トゥインクルリトルスタ ?, Tuinkuru Ritoru Sta) - 23. Stimolazione ( つき動かす ?, Tsuki ugokasu) - 24. Luce splendente ( 射す光 ?, Sasu hikari) |                                                                             |                  |                        |
| 7  | 17 settembre 2013 | ISBN 978-4-06-371387-9                                                      | 3 ottobre 2017   | ISBN 978-88-226-0725-6 |
| 7  | Capitoli - 25. Connesso ( つながる ?, Tsunagaru) - 26. Catena ( 連鎖 ?, Rensa) - 27. Profili sovrapposti ( 車なる輪郭 ?, Kurumanaru rinkaku) - 28. Ormeda ( 足跡 ?, Ashiato)                                                                 |                                                                             |                  |                        |
| 8  | 17 gennaio 2014 | ISBN 978-4-06-371405-0                                                      | 2 novembre 2017  | ISBN 978-88-226-0758-4 |
| 8  | Capitoli - 29. Bugiardo ( うそつき ?, Usotsuki) - 30. Estranea ( 闖入者 ?, Chinyūsha) - 31. Ce la farai ( 君でいいや ?, Kimi de ii ya) - 32. Persone simili ( 似た者同士 ?, Nitamono dōshi)                                                  |                                                                             |                  |                        |
| 9  | 16 maggio 2014 | ISBN 978-4-06-371418-0                                                      | 3 gennaio 2018   | ISBN 978-88-226-0818-5 |
| 9  | Capitoli - 33. Crepuscolo ( トワイライト ?, Towairaito) - 34. Fissando gli abissi ( 深淵をのぞく者 ?, Shin'en o nozoku mono) - 35. Cuori legati ( 心重ねる ?, Kokoro kasaneru) - 36. Pugno ( パンチ ?, Panchi)                               |                                                                             |                  |                        |
| 10 | 17 ottobre 2014 (ed. regolare & limitata) | ISBN 978-4-06-371435-7 (ed. regolare) ISBN 978-4-06-358747-0 (ed. limitata) | 1º aprile 2018   | ISBN 978-88-226-0908-3 |
| 10 | Capitoli - 37. Promessa ( 約束 ?, Yakusoku) - 38. Addio, mio eroe ( さよならヒーロー ?, Sayonara hīrō) - 39. Ripararsi dalla pioggia ( 雨やどり ?, Amayadori) - 40. Mano nella mano ( 手と手 ?, Te to te)                                    |                                                                             |                  |                        |
| 11 | 15 maggio 2015 (ed. regolare & limitata) | ISBN 978-4-06-371467-8 (ed. regolare) ISBN 978-4-06-358752-4 (ed. limitata) | 1º giugno 2018   | ISBN 978-88-226-0903-8 |
| 11 | Capitoli - 41. Neve ( 雪 ?, Yuki) - 42. Di nuovo ( アゲイン ?, Agein) - 43. Ballata ( バラード ?, Barādo) - 44. Brezza primaverile ( 春風 ?, Harukaze)                                                                                       |                                                                             |                  |                        |

### Anime
Un adattamento anime, prodotto da A-1 Pictures e diretto da Kyōhei Ishiguro, è andato in onda nel contenitore noitaminA di Fuji TV dal 9 ottobre 2014 al 19 marzo 2015. Le sigle di apertura e chiusura fino all'episodio undici sono rispettivamente Hikaru nara (光るなら? lett. "Se splenderai") dei Goose house e Kirameki (キラメキ? lett. "Brillare") dei wacci, poi sostituite da Nanairo symphony (七色シンフォニー?, Nanairo shinfonī, lett. "Sinfonia di sette colori") dei Coala Mode e Orange (オレンジ?, Orenji, lett. "Arancione") dei 7!!. Gli episodi saranno resi disponibili da Netflix coi sottotitoli in lingua italiana dal 1º luglio 2018, mentre in Australia e in America del Nord la serie è stata trasmessa in streaming in simulcast rispettivamente da Madman Entertainment e da Aniplex of America su Aniplex Channel, Crunchyroll e Hulu. Un episodio OAV è stato pubblicato insieme all'undicesimo volume del manga il 15 maggio 2015.

#### Episodi
| Nº  | Titolo italiano Giapponese 「Kanji」 - Rōmaji | In onda          | In onda |
| Nº  | Titolo italiano Giapponese 「Kanji」 - Rōmaji | Giapponese       |         |
| 1   | Monocolore / vivace 「モノトーン・カラフル」 - Monotōn - Karafuru | 9 ottobre 2014   |         |
| 1   | L'ex pianista prodigio Kosei Arima, la giocatrice di softball Tsubaki Sawabe e il calciatore Ryota Watari sono amici d'infanzia, hanno 14 anni e frequentano la stessa scuola media. Tsubaki crede che soprattutto quando si è innamorati, tutto diventi di mille colori, al contrario di Kosei, che vede il mondo come se fosse monocolore fin dalla morte di sua madre, Saki Arima, avvenuta due anni prima. Tsubaki, che considera Kosei un po' come un fratello minore, invita i ragazzi ad un doppio appuntamento visto che desiderava presentare a Ryota una ragazza che diceva di avere una cotta per lui. Quando i quattro si incontrano per l'appuntamento, la ragazza si rivela essere una violinista di nome Kaori Miyazono, che si sta preparando per esibirsi di lì a pochi minuti in una sala da concerto per un importante concorso musicale. |                  |         |
| 2   | L'amico spalla 「友人A」 - Yūjin A | 16 ottobre 2014  |         |
| 2   | Kosei, Kaori, Tsubaki e Ryota arrivano alla sala da concerto, dove si tengono i preliminari del secondo concorso annuale per violino riservato ai ragazzi, appena dieci minuti prima dell'inizio. Quando entrano nell'auditorium i presenti riconoscono Kosei, che fino a due anni prima era stato un prodigio del pianoforte. Quando viene il suo turno, Kaori esegue il primo movimento della Sonata per pianoforte e violino n. 9 di Beethoven, ma con uno stile completamente diverso rispetto alla partitura originale. La sua esibizione è talmente intensa da entusiasmare il pubblico anche se non viene apprezzata molto dai giudici, che pretenderebbero un'esecuzione che segua scrupolosamente la partitura. |                  |         |
| 3   | Dentro la primavera 「春の中」 - Haru no naka | 23 ottobre 2014  |         |
| 3   | Kosei e Kaori vanno alla caffetteria e notano un pianoforte verticale. Kaori chiede a Kosei di suonare le variazioni di Mozart sul tema di Ah! Vous dirai-je, Maman (Twinkle, Twinkle Little Star). Kosei inizia a suonare la melodia, ma improvvisamente si interrompe ed esce dal locale. Kosei rivela in seguito a Kaori di perdere la capacità di sentire il suono del pianoforte quando inizia a concentrarsi. Nella prima parte dei preliminari del concorso, Kaori sarebbe stata scartata dalla giuria, ma ha passato il turno grazie al voto del pubblico, entusiasta della sua esibizione. Lei quindi propone a Kosei di superare la sua "maledizione" nominandolo suo nuovo accompagnatore al pianoforte. Nei giorni seguenti Kosei tenta in tutti i modi di sfuggire alla richiesta, ma cede quando Kaori lo supplica in lacrime di accettare. |                  |         |
| 4   | Il viaggio 「旅立ち」 - Tabidachi | 30 ottobre 2014  |         |
| 4   | Il giorno della seconda parte dei preliminari Kosei è tesissimo tanto che Kaori, subito prima di essere richiamata sul palco, è costretta a darli una testata per calmarlo. Il brano scelto per la loro esibizione, Introduction et Rondo capriccioso di Camille Saint-Saëns, inizia lentamente ma ben presto il tempo si velocizza e lo stile dell'esecuzione si intensifica. Kosei inizia a sentirsi come intrappolato in fondo al mare, incapace di sentire il suono del pianoforte. Il suo accompagnamento alla fine va fuori controllo, e improvvisamente smette di suonare, suscitando la costernazione del pubblico. Kaori continua a suonare per un po', poi si ferma e gli chiede di ricominciare daccapo, sicura che lui sarà in grado di farlo. Kosei ricomincia a suonare e lentamente riprende fiducia in se stesso e riesce a sconfiggere le sue paure. Alla fine, nonostante l'interruzione che comporterà l'automatica squalifica dei concorrenti, il pubblico incantato dalla loro esibizione li acclama in piedi. Kaori assapora in silenzio l'ovazione, felice di aver toccato i loro cuori, ma improvvisamente si accascia a terra, svenuta. |                  |         |
| 5   | Cielo cupo 「どんてんもよう」 - Donten moyō | 6 novembre 2014  |         |
| 5   | Kosei, Tsubaki e Ryota vanno a far visita a Kaori nella sua stanza d'ospedale. Kosei si sente responsabile per la squalifica di Kaori avvenuta per causa sua, ma lei non gli dice una parola di rimprovero. Dopo quella esperienza anche Tsubaki sembra non essere più quella di prima; è stranamente deconcentrata, soprattutto durante le partite di softball nelle quali lei amava primeggiare, come se i suoi occhi fossero appannati. Quando Kaori viene dimessa dall'ospedale e torna a scuola, Kosei esita a parlarle, fino a che, dopo la scuola, la ritrova sul ponte che attraversa un piccolo fiume, mentre gioca a kenkenpa con dei bambini. Lui è costernato per la squalifica ed è disposto a tutto per farsi perdonare. Kaori come ammenda gli chiede di partecipare a una gara di pianoforte e in risposta alla sua titubanza si tuffa improvvisamente nel fiume sottostante, motivando Kosei a fare lo stesso. |                  |         |
| 6   | Verso casa 「帰り道」 - Kaerimichi | 13 novembre 2014 |         |
| 6   | Kaori iscrive Kosei alla prossima competizione per pianoforte e Tsubaki si rende conto di quanto Kosei e Kaori siano vicini cominciando a provare un imprevedibile strano sentimento. Dal momento che Saito, un ragazzo che le era piaciuto da sempre, si era appena dichiarato a lei, Tsubaki acconsente di diventare la sua ragazza. È però deconcentrata e durante il torneo regionale di softball, mentre corre intorno alle basi, Tsubaki si procura una distorsione alla caviglia prima di arrivare alla base, causando la sconfitta della sua squadra. Lei è affranta e Kosei la porta in spalla a casa così come Tsubaki aveva fatto con lui tanti anni prima quando anche lui si era fatto male al piede. |                  |         |
| 7   | I sussurri delle ombre 「カゲささやく」 - Kage sasayaku | 20 novembre 2014 |         |
| 7   | Durante il torneo regionale di calcio, Ryota sbaglia un tiro in porta decisivo e la sua squadra perde la partita. Con il giorno della competizione pianistica che si avvicina, un Kosei travagliato crolla dalla stanchezza durante la lezione di educazione fisica e viene portato in infermeria. Quando Kaori più tardi va con Kosei al parco, lui le confida di sentirsi intrappolato dall'ombra della madre Saki. Il giorno della gara di pianoforte, Kosei entra nella sala da concerto e passa davanti a un ragazzo e una ragazza, Takeshi Aiza ed Emi Igawa, in attesa del proprio turno. Lui non li ricorda, ma i due ragazzi, prodigi del pianoforte, sono sempre stati in strenua competizione con Kosei, dal momento che lui durante la loro infanzia li aveva sempre superati in ogni gara. |                  |         |
| 8   | Riecheggiare 「響け」 - Hibike | 27 novembre 2014 |         |
| 8   | Takeshi ha rifiutato l'invito a una competizione internazionale, proprio per gareggiare contro Kosei, sperando che lui fosse ritornato quello che era due anni prima. Mentre Takeshi suona il suo pezzo sul palco, si ricorda di aver lavorato con tenacia per migliorare il suo talento musicale grazie al suo desiderio di suonare come Kosei. Takeshi riceve un fragoroso applauso dal pubblico al termine della sua esibizione, e le sue mani tremano una volta che lascia il palco. Emi sale sul palco per eseguire il suo brano. Anche lei, da sempre ammiratrice di Kosei, ha migliorato la sua tecnica nel tentativo di raggiungerlo, ma ha perso la sua motivazione da quando Kosei è scomparso dalla scena. Ora che Kosei è finalmente tornato, Emi fa l'interpretazione della vita, esprimendo le sue emozioni di rabbia e solitudine mentre lascia che la musica scorra dentro di lei. Alla fine dell'esecuzione il pubblico scoppia in un enorme applauso. |                  |         |
| 9   | Risonanza 「共鳴」 - Kyōmei | 4 dicembre 2014  |         |
| 9   | Kosei sale sul palco e mentre suona si confronta con il suo passato. All'inizio voleva vincere ogni gara di pianoforte, credendo che questo avrebbe curato la madre dalla sua malattia terminale. In seguito però arrivò a desiderare la morte della madre perché riusciva più a sopportare i suoi modi severi e il suo atteggiamento offensivo nei suoi confronti, e questo, dopo la sua morte, si trasformò in un grande senso di colpa. Questa sensazione torna a perseguitarlo e lui si sente di nuovo come sprofondato in fondo al mare, iniziando lentamente a cedere ai ricordi ossessionanti di sua madre e deconcentrandosi. |                  |         |
| 10  | Il paesaggio che abbiamo condiviso 「君といた景色」 - Kimi toita keshiki | 11 dicembre 2014 |         |
| 10  | Kosei inizia a fare errori e il pubblico se ne accorge. Si sente intrappolato dall'ombra di sua madre, incapace di sfuggire dai ricordi. Improvvisamente interrompe l'esecuzione, guardando Kaori tra il pubblico e chiedendosi perché lei abbia ricominciato a suonare di nuovo durante la sua esibizione. Questo ricordo lo motiva a riprendere l'esecuzione, che mentalmente dedica a Kaori. La musica questa volta risuona diversamente, come stelle luminose nel cielo notturno. Kosei si sente in qualche modo collegato a Kaori, poiché è grazie a lei che ha avuto la possibilità di suonare di nuovo. Quando finisce di esibirsi, il pubblico resta silenzioso e quasi intimorito, poi comincia un timido applauso. |                  |         |
| 11  | La luce della vita 「命の灯」 - Inochi no akari | 18 dicembre 2014 |         |
| 11  | Dopo la performance, Kosei incontra Hiroko Seto, pianista di fama mondiale che era stata amica della madre Saki. Vengono esposti i risultati della competizione e non è una sorpresa che Kosei non abbia superato la prima fase. In seguito Kaori viene selezionata per partecipare a un concerto di gala nella sala da concerto, e invita Kosei ad accompagnarla di nuovo. Hiroko si offre di diventare insegnante di pianoforte di Kosei. |                  |         |
| 12  | Brilla stellina 「トゥインクル リトルスター」 - Tuinkuru ritoru sutā | 8 gennaio 2015   |         |
| 12  | Anche se Kosei non è d'accordo con il brano che Kaori ha scelto per il concerto di gala, si dà da fare con le prove per entrare in sintonia con Kaori nell'esecuzione. Il giorno del concerto però, Kaori è stranamente in ritardo |                  |         |
| 13  | La tristezza dell'amore 「愛の悲しみ」 - Ai no kanashimi | 15 gennaio 2015  |         |
| 13  | Dato che Kaori non si presenta, Kosei sale sul palco da solo, con grande sorpresa del pubblico e suona una trascrizione per pianoforte del brano, originariamente composta per violino e pianoforte. Seguendo il consiglio di Hiroko, Kosei suona con un tocco gentile, ascoltando le note attraverso il suo cuore e non attraverso le orecchie. Alla fine sente un leggero applauso del pubblico e si rende finalmente conto che il fantasma della madre Saki non lo perseguita più. |                  |         |
| 14  | Impronte 「足跡」 - Ashiato | 22 gennaio 2015  |         |
| 14  | Tsubaki dice a Kosei che Kaori è stata ricoverata dopo essere caduta a terra mentre era a casa. Questa è la seconda volta che Kosei, Tsubaki e Ryota le fanno visita all'ospedale e Kaori cerca di comportarsi in modo allegro anche se ovviamente non sta bene. Durante un'altra visita Kosei rivela a Kaori di aver suonato il brano da solo invece di rinunciare del tutto e si rende conto che lei aveva scelto il brano proprio per lui. |                  |         |
| 15  | Bugiardo 「うそつき」 - Usotsuki | 29 gennaio 2015  |         |
| 15  | Nagi Aiza, sorella minore di Takeshi, è un'aspirante pianista e chiede a Hiroko di diventare la sua insegnante di pianoforte. Lei apparentemente acconsente, ma le assegna Kosei come insegnante. Kosei vorrebbe andare a far visita di nuovo a Kaori, ma quando arriva in ospedale vede che è in compagnia di Ryota e rinuncia. Kaori però lo chiama al telefono e gli chiede di venire da lei il giorno dopo. Più tardi mentre Kaori cammina nel corridoio dell'ospedale, i sintomi della sua malattia diventano più pronunciati e le sue condizioni iniziano a peggiorare, rendendola incapace di alzarsi dopo essere caduta sul pavimento. |                  |         |
| 16  | Persone simili 「似たもの同士」 - Nitamo no dōshi | 5 febbraio 2015  |         |
| 16  | Kaori esce momentaneamente dall'ospedale e trascina Kosei in uno shopping sfrenato in un grande magazzino e finge di aver lasciato lo zaino a scuola per ritornare assieme a lui nell'istituto di sera. Quando Kosei riporta Kaori a casa in bicicletta, lei lo ringrazia piangendo per aver passato tutto quel tempo con lei. Nagi sente che lei e Kosei sono simili, perché entrambi hanno come modello l'unica persona con cui non riescono a raggiungere: lei ha il talentuoso fratello, lui ha Kaori. Durante una successiva visita in ospedale di Kosei, Kaori gli propone di suicidarsi assieme a lei, anche se poi dice di aver scherzato. |                  |         |
| 17  | Crepuscolo 「トワイライト」 - Towairaito | 12 febbraio 2015 |         |
| 17  | Il giorno dopo a scuola Kosei è preoccupato di ciò che gli aveva chiesto Kaori, anche se lei aveva affermato di scherzare. Nella palestra della scuola, Nao come sua amica, confida a Tsubaki le sue preoccupazioni per i palesi sentimenti che Tsubaki prova per Kosei. Più tardi, Ryota convince Kosei ad andare a far visita a Kaori all'ospedale; Kosei quando finalmente la vede non ha molto da dirle ed esce arrabbiato dalla stanza dell'ospedale quando Kaori gli chiede di dimenticarsi di lei. Kosei chiede a Nagi se può esibirsi con lei al prossimo festival scolastico e lei nei giorni che precedono l'evento sperimenta l'ansia da prestazione, ma Hiroko tenta di calmarla, rivelandole che tutti gli artisti, anche lui e Kaori, hanno paura prima di salire sul palco. |                  |         |
| 18  | Cuori che si uniscono 「心重ねる」 - Kokoro kasaneru | 19 febbraio 2015 |         |
| 18  | Durante il festival scolastico Kosei e Nagi eseguono un brano per pianoforte a quattro mani. Durante la performance, Kosei comincia a competere con Nagi per vedere se lei riesce a tenere il suo passo e questo la spinge ad esibirsi dando il massimo, mentre Kaori riesce ad ascoltare l'esecuzione tramite un telefono cellulare. Al termine del brano il pubblico è entusiasmato dalla loro esibizione. Nel backstage Kosei viene affrontato da Takeshi, geloso del fatto che lui abbia fatto coppia con sua sorella Nagi e gli chiede di avere la possibilità di competere con lui in una imminente manifestazione pianistica. Kosei va a trovare Kaori all'ospedale e scopre che la passione della ragazza per la musica si è risvegliata dopo aver ascoltato la performance di Kosei e Nagi dal suo telefono e lui la sfida a eseguire un altro brano in coppia con lui. |                  |         |
| 19  | Addio eroe 「さよならヒーロー」 - Sayonara hīrō | 26 febbraio 2015 |         |
| 19  | All'ospedale, Kaori chiede ai genitori e ai medici di poter fare un rischioso intervento chirurgico per avere la possibilità di esibirsi con Kosei ancora una volta. Tsubaki continua a nascondere i suoi sentimenti di gelosia nei confronti di Kaori. Kosei si esercita senza sosta e il giorno della competizione pianistica Kosei, Emi e Takeshi scoprono che al di là delle rivalità hanno tra di loro dei buoni rapporti di amicizia. Takeshi sale sul palco e suona il suo brano, mentre pensa alla sua antica rivalità con Kosei e alla fine si rende conto che Kosei, più che un avversario è per lui un eroe da emulare. |                  |         |
| 20  | Mano nella mano 「手と手」 - Te to te | 5 marzo 2015     |         |
| 20  | Kaori continua a esortare Kosei a fare pratica per la gara di pianoforte. Durante un temporale Tsubaki, che sa che a Kosei piace Kaori, gli si dichiara, dicendogli in lacrime che avrebbe dovuto invece innamorarsi di lei e prendendolo a calci. In seguito, mentre Kosei e Ryota vanno all'ospedale a far visita a Kaori, Kosei rivela all'amico che a lui piace la sua ragazza, ma Ryota lo aveva già capito da tempo. All'ospedale scoprono che le condizioni di Kaori sono peggiorate drasticamente e lei pare addirittura in arresto cardiaco. Dopo aver assistito anche alla morte di un micetto investito, Kosei scoppia in lacrime per strada |                  |         |
| 21  | Colori malinconici 「雪」 - Yuki | 12 marzo 2015    |         |
| 21  | Kaori viene dimessa dal reparto di terapia intensiva e Kosei la va a trovare nella sua stanza d'ospedale. Quando le dice che ha rinunciato a suonare il piano, avendo la paura di perdere la persona a cui tiene, come era successo due anni prima, lei gli rivela che sarà sottoposta ad un intervento chirurgico rischioso, che gli potrebbe allungare la vita e far riprendere la motilità per qualche tempo. L'intervento chirurgico si svolge lo stesso giorno delle finali di pianoforte. |                  |         |
| 22  | Vento primaverile 「春風」 - Harukaze | 19 marzo 2015    |         |
| 22  | Durante il suo turno, Kosei suona sapendo di non essere solo e ha l'illusione che Kaori suoni il violino al suo fianco. Quando a poco a poco la visione di Kaori scompare Kosei si rende conto che l'operazione non ha avuto successo. Al termine dell'esibizione lui è in lacrime e le dà il suo ultimo addio. Il giorno del funerale Kosei riceve dai genitori un'ultima lettera di Kaori. La lettera rivela che lei lo aveva ammirato fin da bambina e che era stata spinta a studiare il violino con la speranza di poterlo suonare un giorno in coppia con lui. Poiché non riusciva a trovare un modo per parlargli, si era inventata la bugia di essersi innamorata di Ryota nel tentativo di avvicinarsi a Kosei e rivelargli finalmente il suo amore. |                  |         |
| OAV | Momenti 「MOMENTS」 | 15 maggio 2015   |         |
| OAV | Alcuni anni prima degli eventi del primo episodio, Kosei si esibisce nel suo primo recital di pianoforte, con Emi e Takeshi tra il pubblico. Mentre ascolta il brano, Emi scoppia a piangere dall'emozione e decide di diventare una pianista. Prima dell'esibizione successiva, Emi siede accanto a Kosei per attirare la sua attenzione, ma lui la ignora completamente e si concentra sulla sua partitura. Takeshi si siede con loro, rivelando di aver deciso di suonare il piano per ricevere in regalo un robot giocattolo, ma non ammette che in realtà è rimasto molto colpito da Kosei dopo aver ascoltato la sua precedente esibizione. Nella competizione successiva, Kosei si aggiudica il primo posto, ma non si interessa dei risultati. Da quel momento Emi e Takeshi cominciano a sviluppare una rivalità con Kosei, che risulta sempre al primo posto in ogni competizione per pianoforte. |                  |         |

#### Pubblicazioni
Gli episodi sono stati raccolti in nove volumi BD/DVD che sono stati distribuiti in Giappone per il mercato home video dal 25 febbraio al 28 ottobre 2015.
| Volume | Episodi | Data di pubblicazione |
| ------ | ------- | --------------------- |
| 1      | 1       | 25 febbraio 2015      |
| 2      | 2–3     | 25 marzo 2015         |
| 3      | 4–5     | 22 aprile 2015        |
| 4      | 6–7     | 27 maggio 2015        |
| 5      | 8–10    | 24 giugno 2015        |
| 6      | 11–13   | 22 luglio 2015        |
| 7      | 14–16   | 26 agosto 2015        |
| 8      | 17–19   | 23 settembre 2015     |
| 9      | 20–22   | 28 ottobre 2015       |

### Live action
Il 24 agosto 2015 l'azienda produttrice di film Toho fece presupporre l'uscita di un film basato sulla serie con l'acquisto del dominio 'kimiuso-movie.jp'. Le speculazioni furono poi confermate nel settembre 2015, quando il cast principale fu annunciato per un adattamento a film live action della serie, con Kento Yamazaki nei panni di Kōsei Arima, Suzu Hirose come Kaori Miyazono, Anna Ishii per il ruolo di Tsubaki Sawabe e Taishi Nakagawa come Ryōta Watari. A differenza della storia originale che narra le vicende dei personaggi alle medie, il film è ambientato al loro secondo anno di liceo. Scritto da Yukari Tatsui e diretto da Takehiko Shinjō, il suo debutto è avvenuto il 10 settembre 2016.

### Teatro
Come preannunciato dal numero di maggio 2017 di Monthly Shōnen Magazine, è stato prodotto un adattamento teatrale, rappresentato al teatro AiiA 2.5 di Tokyo dal 24 agosto 2017 al 3 settembre 2017 e all'Umeda Arts Theate di Osaka dal 7 settembre 2017 al 10 settembre 2017. La rappresentazione teatrale è stata diretta da Naohiro Ise e scritta da Kaori Miura. Durante la rappresentazione vennero effettuate esibizioni musicali dal vivo, con Yuta Matsumura al pianoforte e Shuko Kobayashi al violino. Ita i principali interpreti: Shintarō Anzai nei panni di Kōsei Arima; Arisa Matsunaga nei panni di Kaori Miyazono; Misato Kawauchi nei panni di Tsubaki Sawabe; Masanari Wada nei panni di Ryōta Watari; Haruka Yamashita nei panni di Emi Igawa e Shōjirō Yokoi nei panni di Takeshi Aiza.

## Accoglienza
La serie è stata nominata al 5º Manga Taishō nel 2012 e ha vinto il 37º Premio Kodansha come miglior manga shōnen nel 2013. L'anime è stato premiato invece col Premio Sugoi Japan del Yomiuri Shinbun nel 2016.